# Leptocentrus rufipilosus
Leptocentrus rufipilosus är en insektsart som beskrevs av Capener 1957. Leptocentrus rufipilosus ingår i släktet Leptocentrus och familjen hornstritar. Inga underarter finns listade i Catalogue of Life.